# Ivy League (sport)
Pour le groupement en général et le style vestimentaire lié à ces universités, voir Ivy League et Ivy League (mode).
Pour les articles homonymes, voir Ivy.
L’Ivy League est le groupement de huit grandes universités privées du nord-est des États-Unis gérant les compétitions sportives dans trente-trois sports masculins ou féminins.

## Histoire
Fondée en 1954, la Ivy League commence ses compétitions en 1956. Avant cette date, un accord de 1945 nommé « Ivy Group Agreement » prenait en charge les compétitions de football américain. 

L’Ivy League n'organisait pas de tournoi final pour le basket-ball après la saison régulière jusqu'en 2017. Le champion était déterminé sur le bilan victoires/défaites, et se qualifiait pour le tournoi national NCAA, avec match de barrage en cas d'égalité. Depuis 2017, une mini-tournoi est organisé pour déterminé le champion de l'Ivy League. 

Carte des Universités de l'Ivy League

L'une des rares disciplines où l’Ivy League reste encore compétitive est l'aviron. Harvard a ainsi remporté le titre national masculin en 2003, 2004 et 2005[réf. nécessaire].
Contrairement aux autres universités, les membres de la Ivy League ne délivrent aucune bourse sur critères athlétiques, les postulants pour le sport ne peuvent donc espérer qu'une bourse académique. 
Le nom d'Ivy League, en français littéralement « ligue du lierre », et utilisé depuis 1935, vient du terme « Ivy colleges » ou « Ivy » attribué aux grandes universités fréquentées par l'élite. En effet, les anciens bâtiments y sont souvent couverts de lierre.

## Membres actuels
| - Bears de Brown - Lions de Columbia - Big Red de Cornell - Big Green de Dartmouth |  | - Crimson d'Harvard - Quakers de Penn - Tigers de Princeton - Bulldogs de Yale |

## Installations sportives
| Université   | Football américain | Football américain | Basket-ball             | Basket-ball | Hockey sur glace          | Hockey sur glace |
| Université   | Stade              | Capacité           | Salle                   | Capacité    | Patinoire                 | Capacité         |
| ------------ | ------------------ | ------------------ | ----------------------- | ----------- | ------------------------- | ---------------- |
| Brown        | Brown Stadium      | 20 000             | Pizzitola Sports Center | 2 800       | Meehan Auditorium         | 3 100            |
| Columbia     | Wien Stadium       | 17 000             | Levien Gymnasium        | 3 408       | -                         | -                |
| Cornell      | Schoellkopf Field  | 25 597             | Newman Arena            | 4 473       | Lynah Rink                | 3 836            |
| Dartmouth    | Memorial Field     | 20 000             | Leede Arena             | 2 100       | Thompson Arena            | 5 000            |
| Harvard      | Harvard Stadium    | 30 898             | Lavietes Pavilion       | 2 195       | Bright Hockey Center      | 2 850            |
| Pennsylvanie | Franklin Field     | 52 593             | The Palestra            | 8 700       | The Class of 1923 Arena   | 2 900            |
| Princeton    | Princeton Stadium  | 27 800             | Jadwin Gymnasium        | 6 854       | Hobey Baker Memorial Rink | 2 094            |
| Yale         | Yale Bowl          | 64 269             | Payne Whitney Gym       | 3 100       | Ingalls Rink              | 3 486            |